# Harley Orrin Staggers
Harley Orrin Staggers, född 3 augusti 1907 i Keyser i West Virginia, död 20 augusti 1991 i Cumberland i Maryland, var en amerikansk politiker (demokrat). Han var ledamot av USA:s representanthus 1949–1981.
Staggers efterträdde 1949 Melvin C. Snyder som kongressledamot och efterträddes 1981 av Cleve Benedict.
Staggers avled 1991 och gravsattes på en familjekyrkogård i Mineral County i West Virginia. Sonen Harley Orrin Staggers Jr. var kongressledamot 1983–1993.